# ソールズベリー大聖堂
座標: 北緯50度03分53秒 西経1度47分51秒 / 北緯50.06472度 西経1.79750度

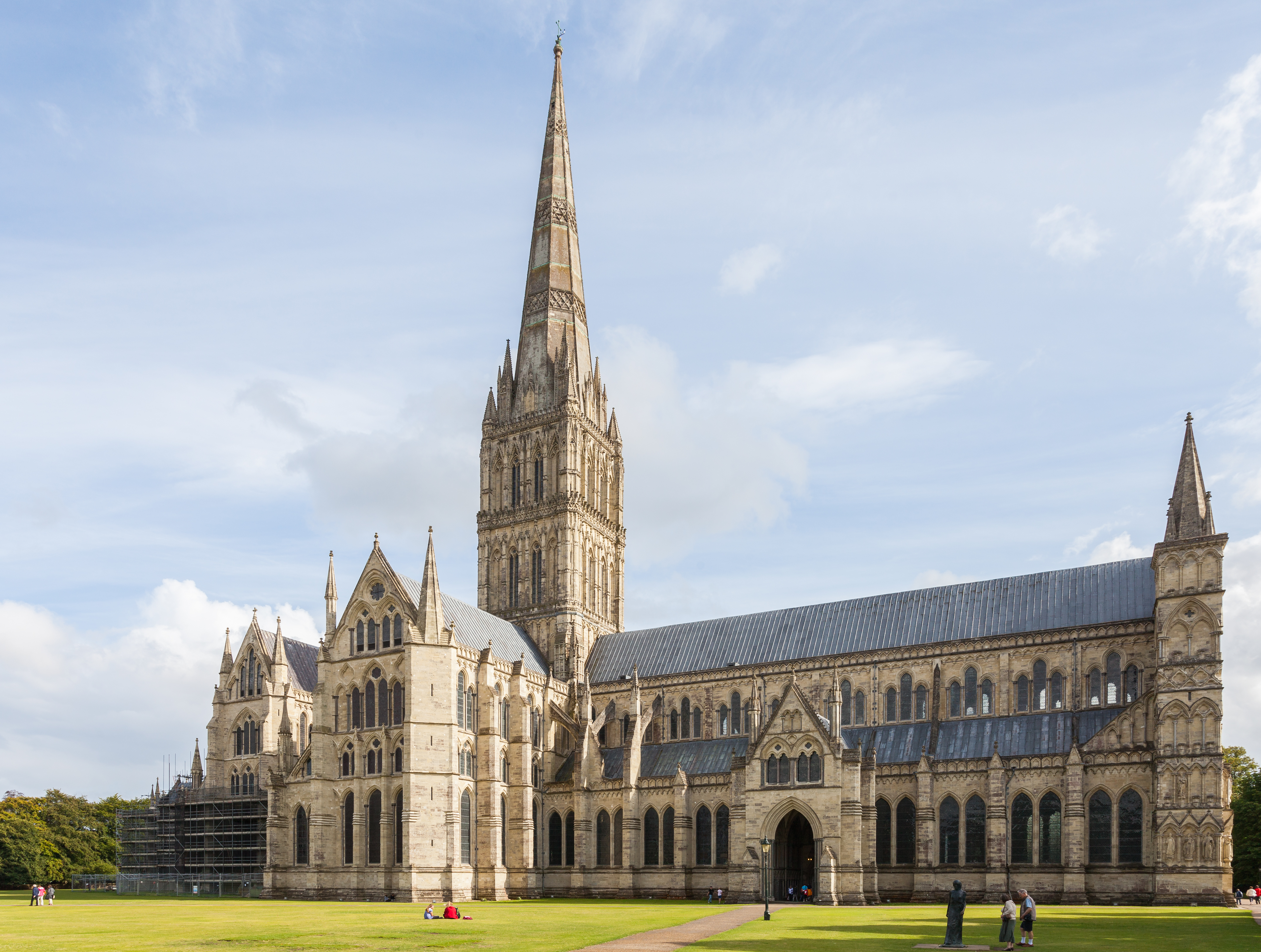
ソーリズベリー大聖堂の外観

ソールズベリー大聖堂（ソールズベリーだいせいどう、Salisbury Cathedral、正式名称：祝福されし聖処女マリア主教座聖堂、Cathedral Church of the Blessed Virgin Mary）は、イギリス、ソールズベリーにある大聖堂。イングランド国教会のカンタベリー大聖堂管区ソールズベリー教区の主教座聖堂である。

## 歴史
大聖堂は1220年に建造を開始し、1258年に大聖堂の身廊や翼廊、聖歌隊席などの主要部分が完成した。チャプター・ハウス（司祭会議場）と回廊は1263年に完成し、1265年に大聖堂の西ファサードが、1330年に尖塔が完成した。高さ123メートルの尖塔はイギリスの聖堂で最も高い。
ソールズベリー大聖堂は、ケルン大聖堂のように既存の建替えではなく、しかも比較的短期間で完成したために、全体の様式が統一されている。当初の計画通りに建造された数少ない大聖堂であり、しかも長い歴史の中で改築による変化も少なかった。イギリス南部の海岸で産出され、現在では殆ど採掘されていないパーベック大理石を、イギリス全土の教会で一番多く使用しており、多彩な色彩効果を大いに高めた中世イングランドの大規模なゴシック建築である。
1220年から65年の45年という短い工期で、新しい敷地に新築されたものであり、当時のイギリス人の大聖堂に対する構想を自由に表現したものであるとされている。
17世紀半ばにペストが流行した際は、当時の国王だったチャールズ2世 (イングランド王)が、宮廷の機能を一時的に此処へ移している。

### 大聖堂の修復
大聖堂のような石造りの建物には常に補修が必要である。18世紀、19世紀から20世紀に、大聖堂が緊急の修復が必要になった。19世紀の改修工事を行ったのはジョージ・ギルバート・スコットであった。スコットは天井に中世風の絵画を描いたりして内装を変えたほか、大尖塔を鉄の筋交いで補強するなどして構造面にも手を入れた。

## 大聖堂の宝物
大聖堂の図書館には、マグナ・カルタの現存する4つの写本のうち、最良の状態のものが保管されている。
大聖堂の時計 (Salisbury cathedral clock) は1386年製造で、現在でも稼働するものとしては世界で最も古い時計として知られている。オリジナルの部品も多く残っている。
建設当初に使用された資材運搬用の「かご型回転子」も、現役で運用できる状態である。

## 建築的特徴
様式は、「初期イギリス式ゴシック様式（アーリー・イングリッシュとも。）」である。
内陣はこの上なく長大であり、大小２つの突出した交差した廊下を持つ。これはクリュニー第３教会堂のようである。
内陣の東壁とその後ろに続いている低い奥内陣の東壁も窓のある垂直の壁面に終わり、壁体はすべて直交している。しかし堅い印象を与えないという特徴がある。東端部の外観は、水平に広がっている建物の上に大きな塔が立ち上がっており変化に富んでいて全体的に垂直方向の軸がある。また、側廊の外側に小さな鐘塔を配置してあるため、西側の正面は後ろの建物との結びつきが弱いため、すこしまとまりがなく広がった印象を与える。この建築物には、中央扉口は１つなのに対して、大小の破風を頂く３連のアーケードのポーチを設けた点や、3連窓のある中央部分以外の壁面を堂内の壁面構成とは無関係に4層とした点などの非論理的な傾向もみられる。ここの三角形の破風にキリスト、それより下の4層のアーケードの中に天使から高位聖職者に至る彫像を階層に応じて配置した壁面構成には、雄大ではないがフランスのレイヨナン・ゴシックのような構造の論理的表現にとらわれていない。これには、イギリスの建築家の自由な考え方がよくうかがえる。
外陣の幅は23ｍ、身廊の天井高さは25ｍである。
東端部の奥内陣(1220～25)は３廊等高のヴォールトを架けた広間であるが、そのヴォールトを支えるピアはとても細いパーベック大理石の円柱を組み合わせたものである。このような軽やかしさはほかの建築では似た例がない特徴的なものである。

## ギャラリー

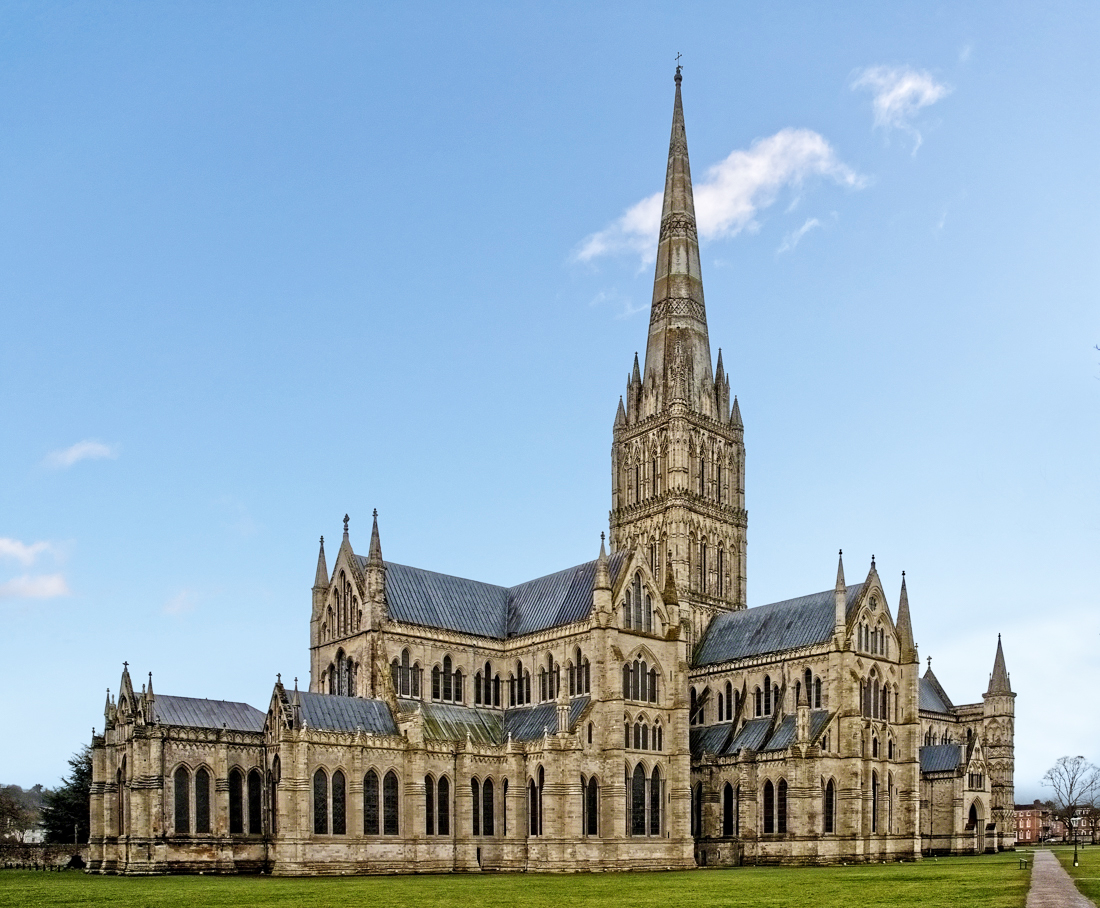
大聖堂外観
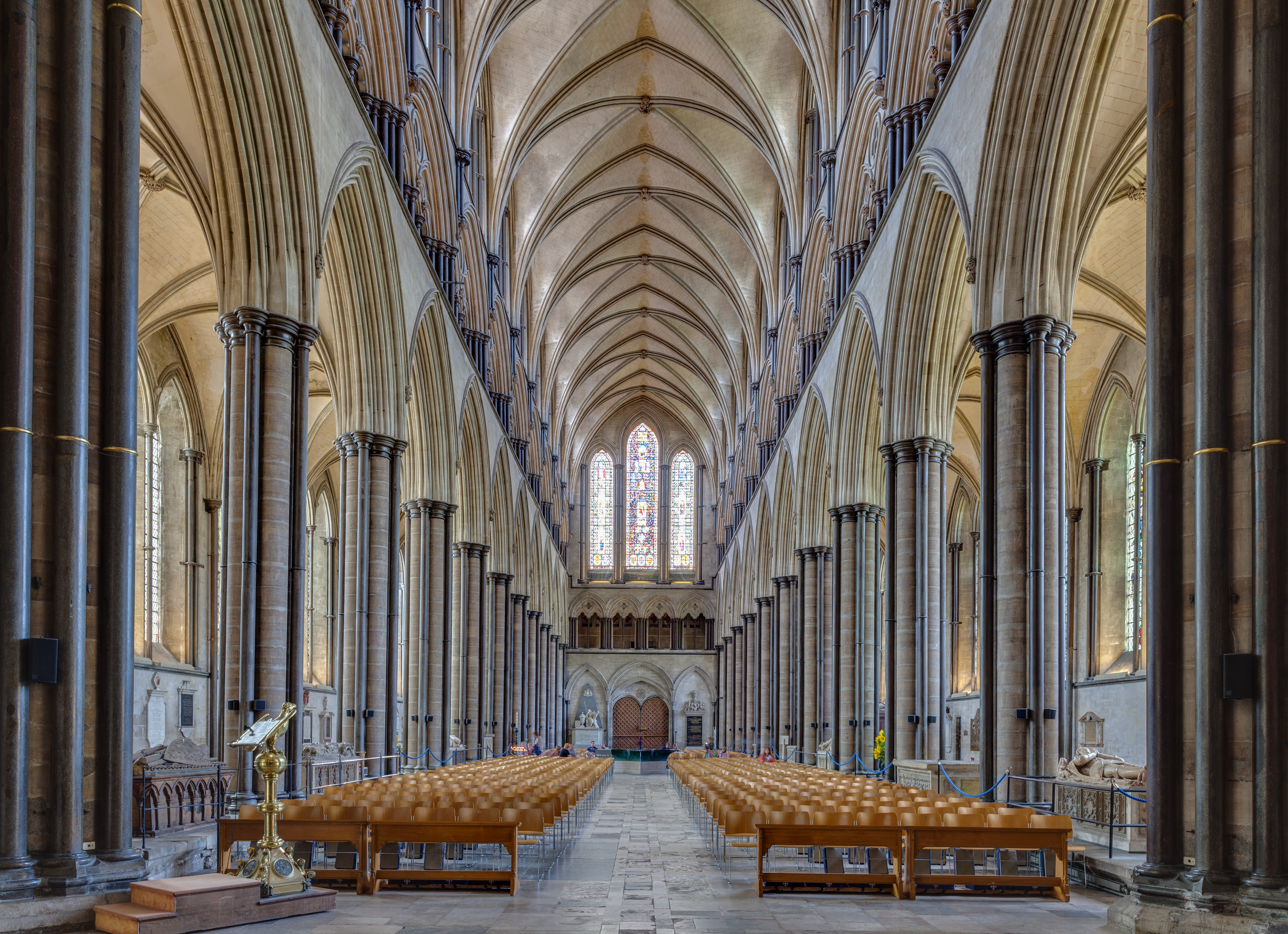
大聖堂の身廊
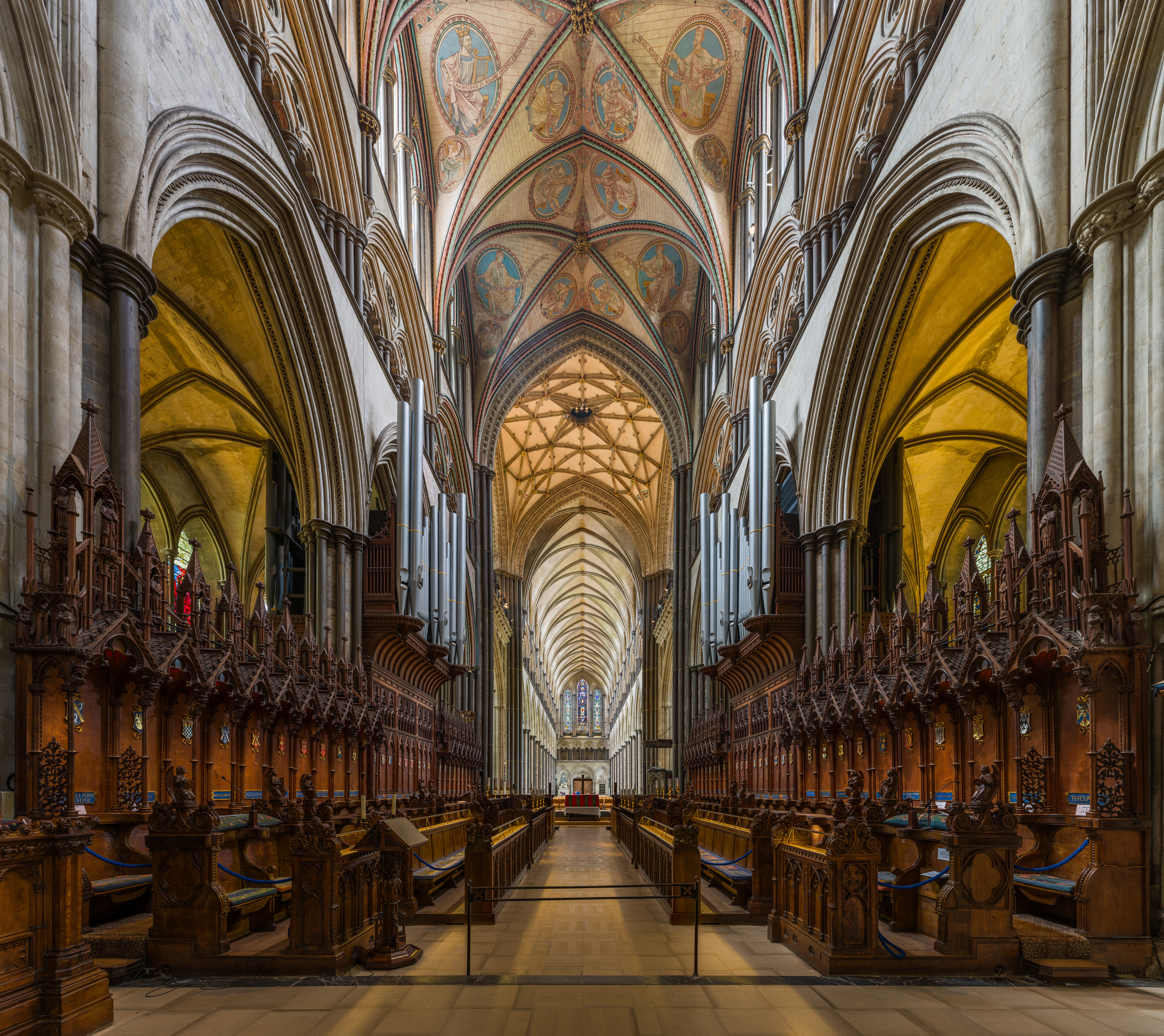
聖歌隊席と身廊
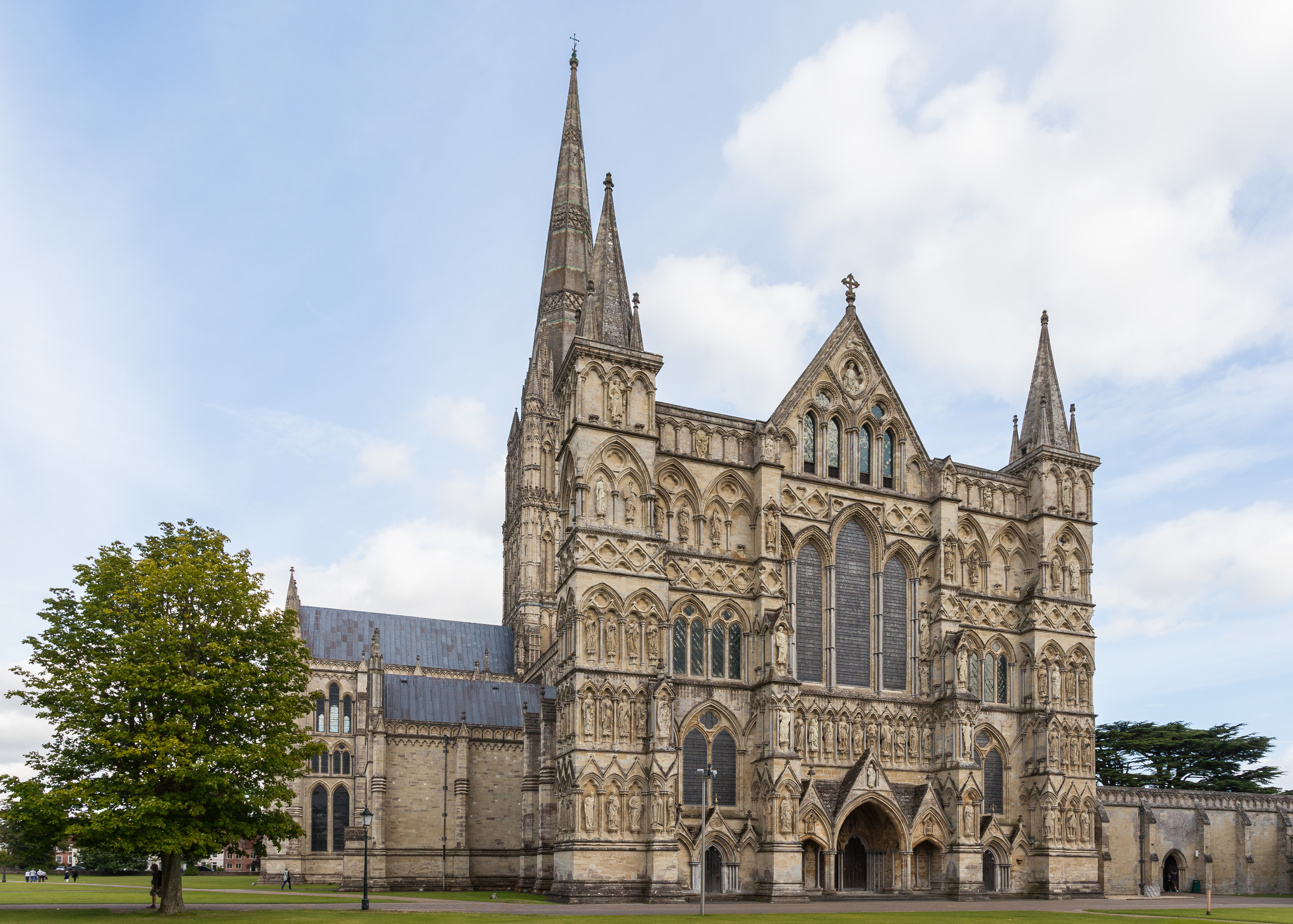
西面（ファサード）
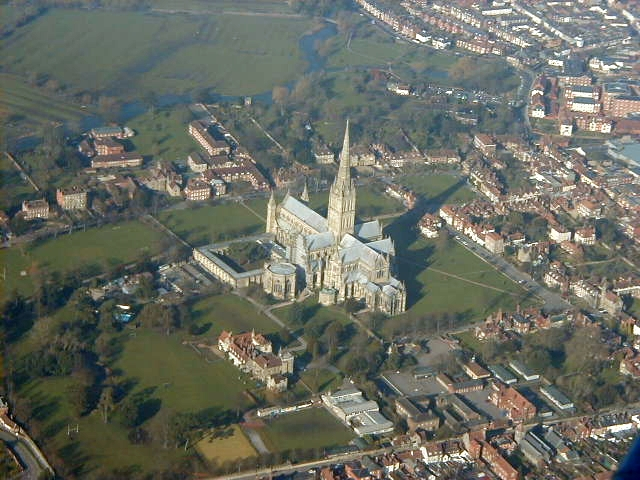
上空から
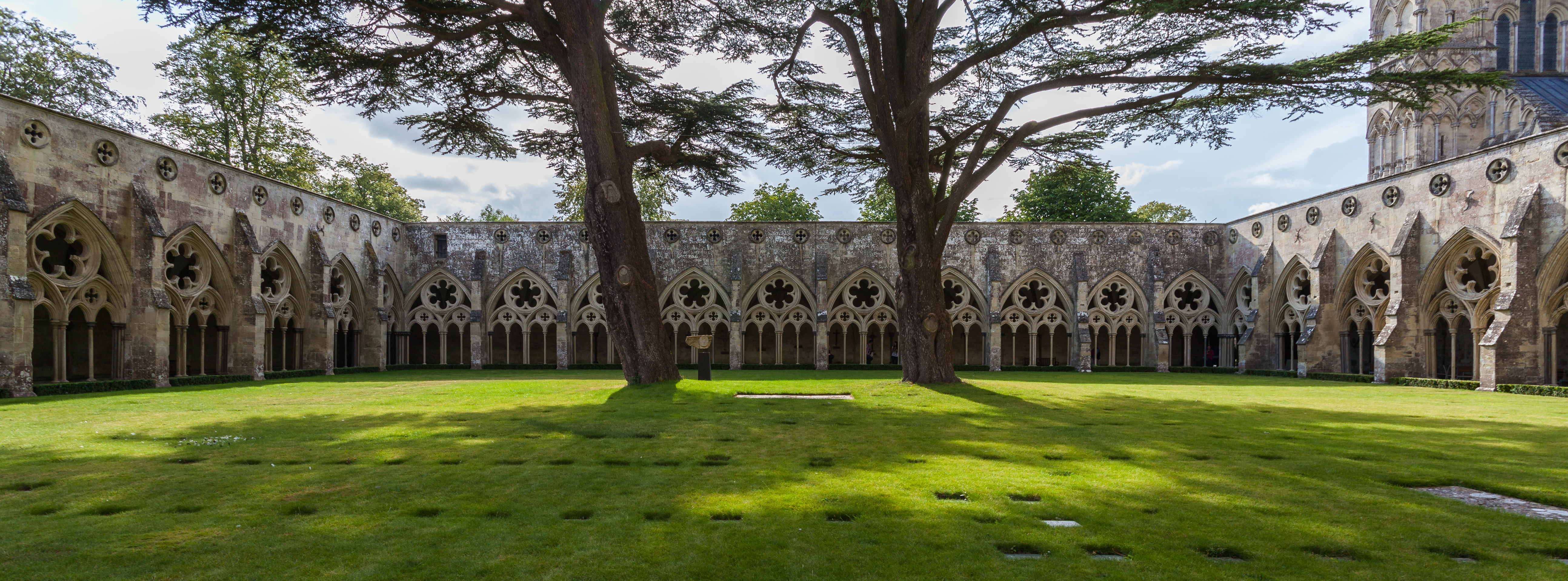
大聖堂の回廊
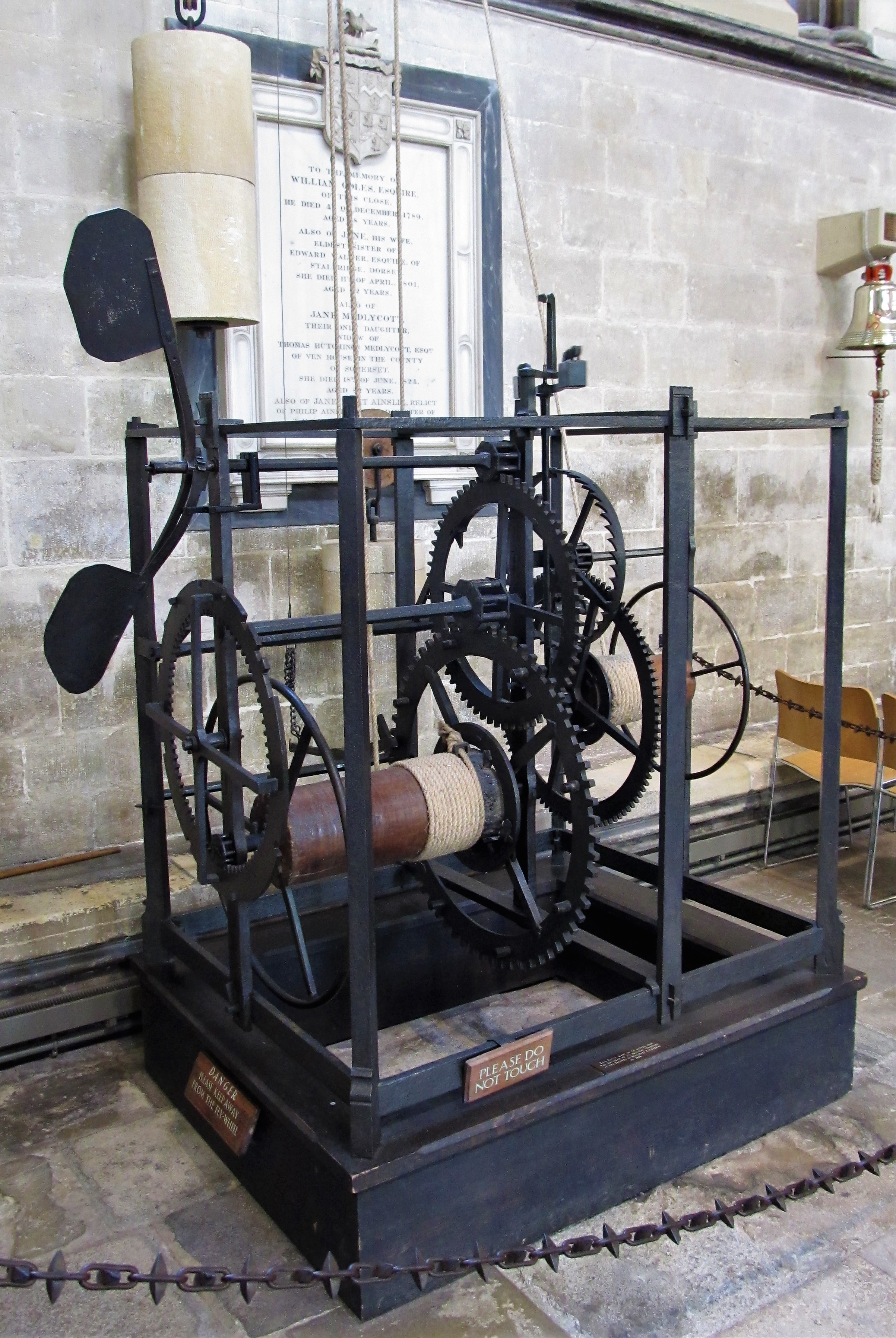
大聖堂の時計（1386年）
ジョン・コンスタブルの『主教の庭から見たソールズベリー大聖堂』（1823年） ヴィクトリア・アンド・アルバート博物館（ロンドン）蔵